# Вобия
Во̀бия (на италиански: Vobbia; на лигурски: Obia, Обия) е село и община в Северна Италия, провинция Генуа, регион Лигурия. Разположено е на 477 m надморска височина. Населението на общината е 458 души (към 2011 г.).